# Teodolinda di Leuchtenberg
Teodolinda di Leuchtenberg, (nata Theodelinde Louise Eugénie Auguste Napoléone de Beauharnais) (Mantova, 13 aprile 1814 – Stoccarda, 1º aprile 1857), principessa di Beauharnais per nascita, divenne duchessa di Urach e contessa di Württemberg per matrimonio.

## Storia

### Infanzia

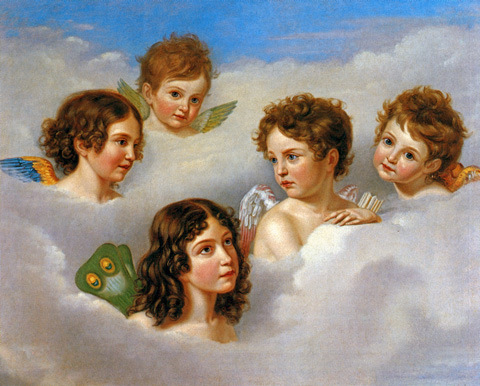
I figli del Duca di Leuchtenberg in vesti angeliche di Joseph Karl Stieler

Suo padre era il duca di Leuchtenberg Eugenio di Beauharnais, figlio del visconte Alexandre de Beauharnais, ufficiale dell'esercito regio francese, e della creola Giuseppina di Beauharnais; sua madre era la principessa Augusta di Baviera, figlia secondogenita del re Massimiliano I di Baviera e della sua prima moglie Augusta Guglielmina d'Assia-Darmstadt. 

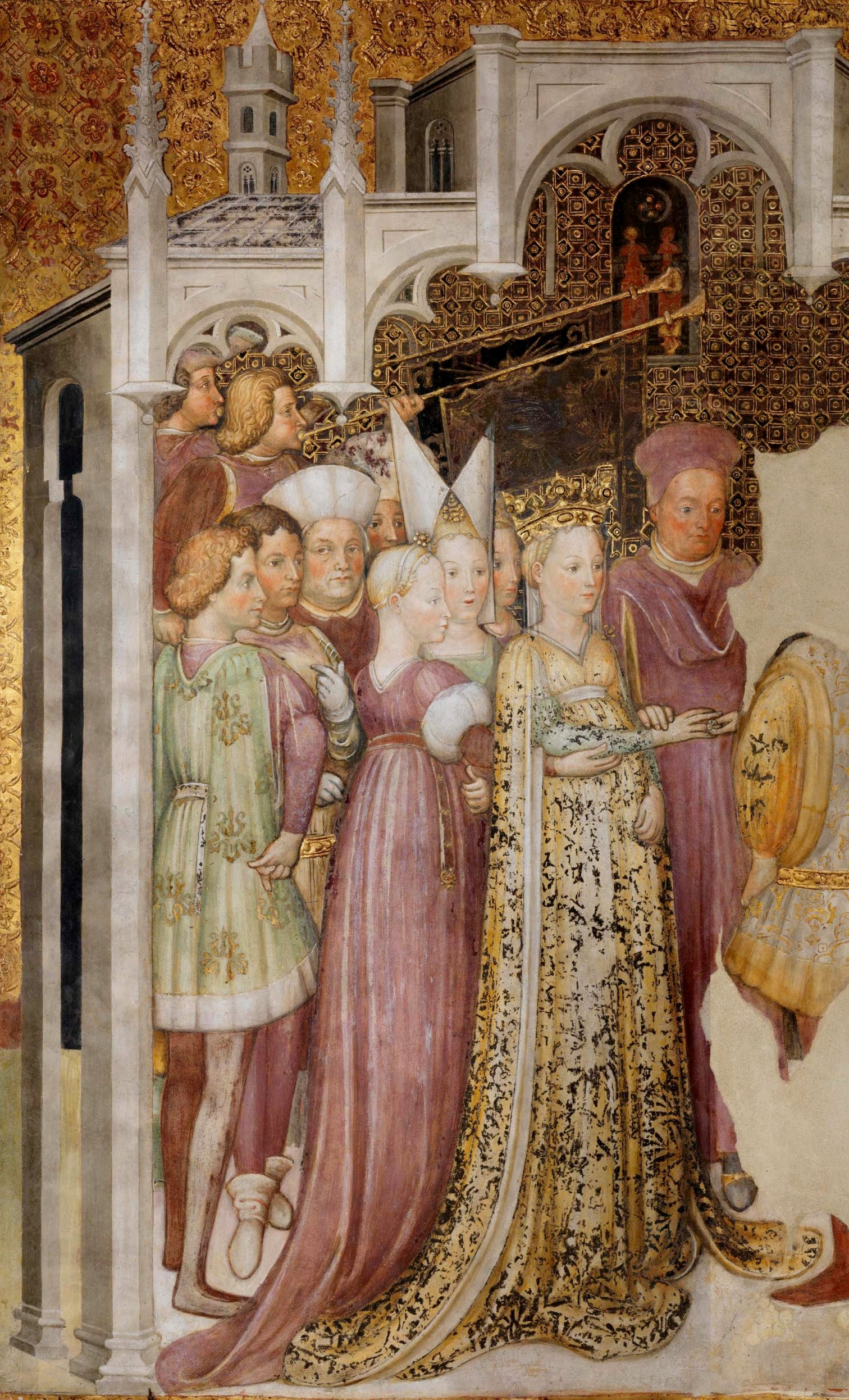
Teodolinda sposa Agilulfo (dettaglio)
Affresco della Cappella di Teodolinda degli Zavattari del Duomo di Monza, 1444

Venne battezzata col nome di Teodolinda in ricordo della Principessa del VI secolo di stirpe regale, discendente per parte materna della casata longobarda maggior portatrice del "carisma" regale, i Letingi, Regina consorte dei Longobardi e d'Italia e soggetto della celebre serie di affreschi nel Duomo di Monza degli Zavattari denominati Storie della regina Teodolinda.

### Matrimonio

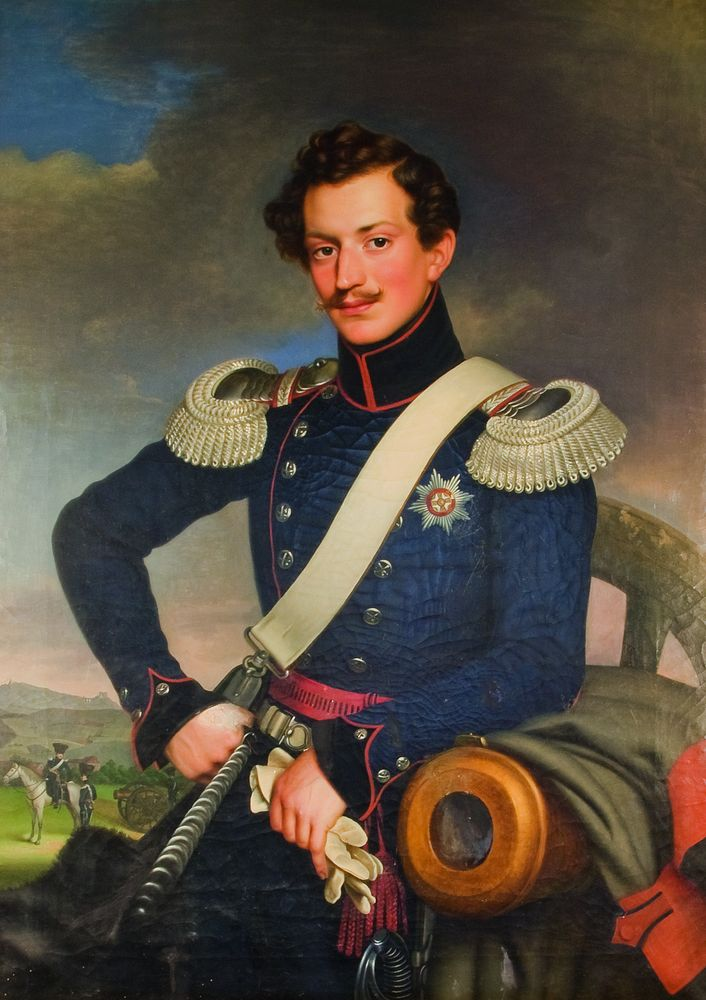
Guglielmo di Württemberg ritratto da Franz Seraph Stirnbrand nel 1835

L'8 febbraio del 1841, a Monaco di Baviera, Teodolinda sposò Guglielmo, conte di Württemberg, poi duca d'Urach, figlio del duca Guglielmo Federico di Württemberg e della moglie morganatica la baronessa Guglielmina von Tunderfeldt-Rhodis.
Per poter sposare Teodolinda, Guglielmo dovette convertirsi al cattolicesimo.

### Morte

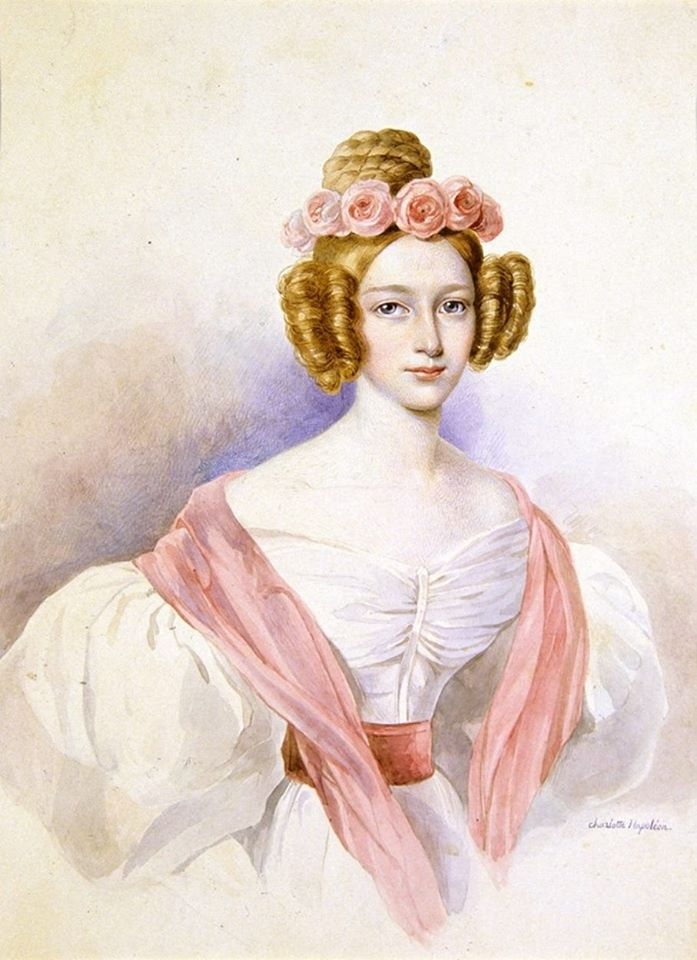
Teodolinda ritratta da Charlotte Napoléone Bonaparte

Teodolinda morì il 1º aprile del 1857 dopo una breve malattia e fu sepolta nella tomba di famiglia a Ludwigsburg, mentre il suo cuore venne sepolto nella Hauskapelle del Palazzo reale di Monaco.

## Discendenza
Dal matrimonio tra Teodolinda e Guglielmo di Württemberg nacquero quattro figlie:
- Augusta Eugenia principessa di Urach, nata a Stoccarda il 27 dicembre del 1842 e morta a Innsbruck l'11 marzo del 1916; sposò il conte Rudolf von Enzenberg zum Freyen und Jöchlsthurn (1835-1874) e poi il conte Franz von Thun und Hohenstein (1826-1888);
- Maria Giuseppina principessa di Urach, nata a Urach il 10 ottobre del 1844 e morta a Monaco di Baviera il 13 gennaio del 1864;
- Eugenia Amalia principessa di Urach, nata a Stoccarda il 13 settembre del 1848 e morta a Stoccarda il 26 novembre del 1867;
- Matilde Augusta principessa di Urach, nata a Stoccarda il 14 gennaio del 1854 e morta a Bad Möders (presso Vipiteno) il 13 luglio del 1907; sposò Paolo Altieri principe di Oriolo e Viano.

## Ascendenza
|                                                |                                            |                                                        | Genitori                                                              |  |  | Nonni |  |  | Bisnonni                |  |  | Trisnonni             |  |
|                                                |                                            |                                                        |                                                                       |  |  |       |  |  | François de Beauharnais |  |  | Claude de Beauharnais |  |
|                                                |                                            |                                                        |                                                                       |  |  |       |  |  | François de Beauharnais |  |  | Claude de Beauharnais |  |
|                                                |                                            | Renée Hardouineau de Laudanière                        |                                                                       |  |  |       |  |  | François de Beauharnais |  |  |                       |  |
| Alessandro di Beauharnais                      |                                            |                                                        |                                                                       |  |  |       |  |  | François de Beauharnais |  |  |                       |  |
|                                                |                                            | Henriette Pyvart de Chastullé 1ª moglie                | François-Louis de Pyvart de Chastullé                                 |  |  |       |  |  |                         |  |  |                       |  |
|                                                |                                            | Henriette Pyvart de Chastullé 1ª moglie                | François-Louis de Pyvart de Chastullé                                 |  |  |       |  |  |                         |  |  |                       |  |
|                                                |                                            | Henriette Pyvart de Chastullé 1ª moglie                | Jeanne Hardouineau de Laudanière                                      |  |  |       |  |  |                         |  |  |                       |  |
| Eugenio di Beauharnais                         |                                            | Henriette Pyvart de Chastullé 1ª moglie                |                                                                       |  |  |       |  |  |                         |  |  |                       |  |
|                                                |                                            | Giuseppe-Gaspard Tascher de la Pagerie                 | Gaspard Joseph Tascher de la Pagerie                                  |  |  |       |  |  |                         |  |  |                       |  |
|                                                |                                            | Giuseppe-Gaspard Tascher de la Pagerie                 | Gaspard Joseph Tascher de la Pagerie                                  |  |  |       |  |  |                         |  |  |                       |  |
|                                                |                                            | Giuseppe-Gaspard Tascher de la Pagerie                 | Françoise Bourreau de la Chevalerie                                   |  |  |       |  |  |                         |  |  |                       |  |
| Maria Giuseppina Rosa de Tascher de la Pagerie |                                            | Giuseppe-Gaspard Tascher de la Pagerie                 |                                                                       |  |  |       |  |  |                         |  |  |                       |  |
|                                                |                                            | Rose-Claire des Vergers de Sanois                      | Joseph François des Vergers de Sanois                                 |  |  |       |  |  |                         |  |  |                       |  |
|                                                |                                            | Rose-Claire des Vergers de Sanois                      | Joseph François des Vergers de Sanois                                 |  |  |       |  |  |                         |  |  |                       |  |
|                                                |                                            | Rose-Claire des Vergers de Sanois                      | Catherine Marie Brown                                                 |  |  |       |  |  |                         |  |  |                       |  |
| Teodolinda de Beauharnais                      |                                            | Rose-Claire des Vergers de Sanois                      |                                                                       |  |  |       |  |  |                         |  |  |                       |  |
|                                                | Federico Michele di Zweibrücken-Birkenfeld | Cristiano III del Palatinato-Zweibrücken               |                                                                       |  |  |       |  |  |                         |  |  |                       |  |
|                                                | Federico Michele di Zweibrücken-Birkenfeld | Cristiano III del Palatinato-Zweibrücken               |                                                                       |  |  |       |  |  |                         |  |  |                       |  |
|                                                | Federico Michele di Zweibrücken-Birkenfeld | Carolina di Nassau-Saarbrücken                         |                                                                       |  |  |       |  |  |                         |  |  |                       |  |
| Massimiliano I Giuseppe di Baviera             | Federico Michele di Zweibrücken-Birkenfeld |                                                        |                                                                       |  |  |       |  |  |                         |  |  |                       |  |
|                                                |                                            | Maria Francesca del Palatinato-Sulzbach                | Giuseppe Carlo del Palatinato-Sulzbach                                |  |  |       |  |  |                         |  |  |                       |  |
|                                                |                                            | Maria Francesca del Palatinato-Sulzbach                | Giuseppe Carlo del Palatinato-Sulzbach                                |  |  |       |  |  |                         |  |  |                       |  |
|                                                |                                            | Maria Francesca del Palatinato-Sulzbach                | Elisabetta Augusta Sofia del Palatinato-Neuburg                       |  |  |       |  |  |                         |  |  |                       |  |
| Augusta di Baviera                             |                                            | Maria Francesca del Palatinato-Sulzbach                |                                                                       |  |  |       |  |  |                         |  |  |                       |  |
|                                                |                                            | Giorgio Guglielmo d'Assia-Darmstadt                    | Luigi VIII d'Assia-Darmstadt                                          |  |  |       |  |  |                         |  |  |                       |  |
|                                                |                                            | Giorgio Guglielmo d'Assia-Darmstadt                    | Luigi VIII d'Assia-Darmstadt                                          |  |  |       |  |  |                         |  |  |                       |  |
|                                                |                                            | Giorgio Guglielmo d'Assia-Darmstadt                    | Carlotta di Hanau-Lichtenberg                                         |  |  |       |  |  |                         |  |  |                       |  |
| Augusta Guglielmina d'Assia-Darmstadt          |                                            | Giorgio Guglielmo d'Assia-Darmstadt                    |                                                                       |  |  |       |  |  |                         |  |  |                       |  |
|                                                |                                            | Maria Luisa Albertina di Leiningen-Dagsburg-Falkenburg | Cristiano Carlo Reinardo di Leiningen-Dachsburg-Falkenburg-Heidesheim |  |  |       |  |  |                         |  |  |                       |  |
|                                                |                                            | Maria Luisa Albertina di Leiningen-Dagsburg-Falkenburg | Cristiano Carlo Reinardo di Leiningen-Dachsburg-Falkenburg-Heidesheim |  |  |       |  |  |                         |  |  |                       |  |
|                                                |                                            | Maria Luisa Albertina di Leiningen-Dagsburg-Falkenburg | Caterina Polissena di Solms-Rödelheim                                 |  |  |       |  |  |                         |  |  |                       |  |
|                                                |                                            | Maria Luisa Albertina di Leiningen-Dagsburg-Falkenburg |                                                                       |  |  |       |  |  |                         |  |  |                       |  |